# Плодопитомник (Ульяновська область)
Плодопитомник (рос. Плодопитомник) — селище в Новоспаському районі Ульяновської області Російської Федерації.
Населення становить 175 осіб. Входить до складу муніципального утворення Фабричновиселковське сільське поселення.

## Історія
Від 2004 року входить до складу муніципального утворення Фабричновиселковське сільське поселення.

## Населення
| 2010 |
| ---- |
| 175  |